# Campeonato europeo
Un campeonato europeo es una competición deportiva a nivel continental (Europa) entre selecciones o clubes de los países o dependencias ubicados dentro de su territorio; organizados o supervisados por las respectivas confederaciones u organizaciones deportivas; con el objetivo de coronar a la mejor selección en la respectiva categoría deportiva por un determinado tiempo y/o servir como calificador a un torneo de mayor envergadura. También puede llevar el nombre de Eurocopa.
Por razones políticas, Israel, localizado en el continente asiático, está afiliado a todas las confederaciones deportivas de Europa.

## Atletismo
EEA
- Campeonato Europeo de Atletismo
- Campeonato Europeo de Atletismo en Pista Cubierta
  - Campeonato Europeo de Atletismo Sub-23
  - Campeonato Europeo de Atletismo Sub-20
  - Campeonato Europeo de Atletismo Sub-17
- Campeonato Europeo de Campo a Través

## Bádminton
EBU
- Campeonato Europeo de Bádminton
  - Campeonato Europeo de Bádminton Juvenil

## Béisbol
CEB
- Campeonato de Europa de Béisbol
  - Campeonato de Europa de Béisbol Sub-23
  - Campeonato de Europa de Béisbol Sub-21
  - Campeonato de Europa de Béisbol Sub-18
  - Campeonato de Europa de Béisbol Sub-15
  - Campeonato de Europa de Béisbol Sub-12
- Copa Europea de Béisbol; clubes

## Baloncesto
FIBA Europa
- EuroBasket
  - Campeonato Europeo de Baloncesto Masculino Sub-20
  - Campeonato Europeo de Baloncesto Masculino Sub-18
  - Campeonato Europeo de Baloncesto Masculino Sub-16
- Campeonato Europeo de Baloncesto Femenino
  - Campeonato Europeo de Baloncesto Femenino Sub-20
  - Campeonato Europeo de Baloncesto Femenino Sub-18
  - Campeonato Europeo de Baloncesto Femenino Sub-16
- Euroleague; torneo de clubes de Euroleague Basketball
- Liga de Campeones de Baloncesto; torneo de clubes de FIBA Europa
- Euroliga Femenina

### Baloncesto 3x3
- Copa de Europa 3x3 de Baloncesto Masculino
- Copa de Europa 3x3 de Baloncesto Femenino

## Boxeo
EBUC
- Campeonato Europeo de Boxeo Aficionado
- Campeonato Europeo de Boxeo Aficionado Femenino

## Piragüismo
ECA
- Campeonato Europeo de Piragüismo en Aguas Tranquilas
- Campeonato Europeo de Piragüismo en Eslalon

## Cricket
ECC
- Campeonato Europeo de Cricket
- Campeonato Europeo de Cricket Femenino

## Ciclismo
UEC
- Campeonato Europeo de Ciclismo BMX
- Campeonato Europeo de Ciclismo de Montaña
- Campeonato Europeo de Ciclismo en Ruta
- Campeonato Europeo de Ciclismo en Pista
- Campeonato Europeo de Ciclismo en Ciclo-cross

## Equitación
FEI
- Campeonato Europeo de Adiestramiento
- Campeonato Europeo de Campo a Través
- Campeonato Europeo de Saltos Ecuestres

## Hockey sobre hierba
EHF
- Campeonato Europeo de Hockey sobre Hierba; masculino y femenino
- Campeonato Europeo de hockey sobre hierba Sub-21; masculino y femenino
- Campeonato Europeo de hockey sobre hierba Sub-18; masculino y femenino
- Euroliga de hockey hierba masculino
- Euroliga de hockey hierba femenino

### Hockey Sala
- Campeonato Europeo de Hockey Sala

## Hockey sobre patines
CERS
- Campeonato europeo de hockey sobre patines masculino
- Campeonato europeo de hockey sobre patines femenino
- Campeonato europeo de hockey sobre patines Sub-23 masculino
- Campeonato europeo de hockey sobre patines Sub-19 masculino
- Campeonato europeo de hockey sobre patines Sub-17 masculino

## Fútbol
UEFA
- Eurocopa
  - Eurocopa Sub-21
  - Campeonato de Europa Sub-19 de la UEFA
  - Campeonato de Europa Sub-17 de la UEFA
- Eurocopa Femenina
  - Campeonato Europeo Femenino Sub-19 de la UEFA
  - Campeonato Europeo Femenino Sub-17 de la UEFA
- Liga de Campeones de la UEFA
- Liga de Campeones Femenina de la UEFA

### Fútbol playa
Beach Soccer Worldwide
- Copa Europea de Fútbol Playa

UEFA
- Euro Beach Soccer League

### Fútsal o Fútbol de salón
UEFA
- Eurocopa de fútbol sala
- Eurocopa Femenina de Fútbol Sala
- Copa de la UEFA de Fútbol Sala

UEFS
- Campeonato Europeo de Futsal; masculino y femenino

## Gimnasia
UEG
- Campeonato Europeo de Gimnasia Artística
- Campeonato Europeo de Gimnasia Rítmica
- Campeonato Europeo de Gimnasia Acrobática
- Campeonato Europeo de Gimnasia por Equipos
- Campeonato Europeo de Gimnasia Aeróbica
- Campeonato Europeo de Trampolín

## Balonmano
EHF
- Campeonato Europeo de Balonmano
  - Campeonato Europeo de Balonmano Masculino Sub-20
  - Campeonato Europeo de Balonmano Masculino Sub-18
- Campeonato Europeo Femenino de Balonmano
  - Campeonato Europeo de Balonmano Femenino Sub-19
  - Campeonato Europeo de Balonmano Femenino Sub-17
- Liga de Campeones de la EHF
- Liga de Campeones de la EHF femenina

### Balonmano de playa
- Campeonato Europeo de Balonmano  Playa; masculino y femenino

## Deportes acuáticos
European Aquatics
- Campeonato Europeo de Natación
- Campeonato Europeo de Natación en Piscina Corta
- Campeonato Europeo de Natación en Aguas Abiertas
- Campeonato Europeo de Natación Artística
- Campeonato Europeo de Waterpolo; masculino y femenino

## Softbol
ESF
- Campeonato Europeo de Sóftbol Masculino
- Campeonato Europeo de Sóftbol Femenino

## Rugby
Rugby Europe
- Torneo de las Seis Naciones; Rugby a 15
- Torneo de las Seis Naciones Femenino; Rugby a 15
- Rugby Europe International Championships (Seis Naciones B); Rugby a 15
- Sevens Grand Prix Series; Rugby a 7
- Sevens Grand Prix Series Femenino; Rugby a 7
- Campeonato Europeo de Rugby League; Rugby a 13

### Rugby en silla de ruedas
- Campeonato Europeo de Rugby en silla de ruedas

## Voleibol
CEV
- Campeonato Europeo de Voleibol
  - Campeonato Europeo de Voleibol Sub-21
  - Campeonato Europeo de Voleibol Sub-19
- Campeonato Europeo de Voleibol Femenino
  - Campeonato Europeo de Voleibol Femenino Sub-20
  - Campeonato Europeo de Voleibol Femenino Sub-18
- Liga Europea de Voleibol
- Liga de Campeones de la CEV
- Liga de Campeones Femenina de la CEV

### Voleibol de playa
- Campeonato Europeo de Vóley Playa

## Otros deportes
- Campeonato de Europa Individual de ajedrez; ECU
- Campeonato Europeo de Curling; ECF
- Campeonato Europeo de Fútbol Australiano; AFL en Europa
- Campeonato Europeo de Pentatlón Moderno
- Campeonato Europeo de Remo
- Campeonato Europeo de Tiro
- Campeonato Europeo de Polo; FIP
- Campeonato Europeo de Patinaje de Velocidad sobre Hielo
- Campeonato Europeo de Patinaje de Velocidad en Pista Corta
- Campeonato Europeo de Bobsleigh y Skeleton; IBSF
- Campeonato Europeo de Judo; EJU
- Campeonato Europeo de Karate; EKF
- Campeonato Europeo de Korfbal; IKF
- Campeonato Europeo de Tiro con Arco; EMAU
- Campeonato de Europa de Tenis de Mesa; ETTU
- Campeonato Europeo de Escalada; IFSC
- Campeonato Europeo de Taekwondo; ETU
- Campeonato Europeo de Triatlón; ETU
- Campeonato Europeo de Halterofilia; EWF
- Campeonato Europeo de Lucha; FILA
- Campeonato Europeo de Raquétbol; ERF
- Campeonato Europeo de Sumo
- Campeonato Europeo de Wushu
- Campeonato Europeo de Luge; FIL
- Campeonato Europeo de Esgrima; CEE
- Campeonato Europeo de Patinaje Artístico sobre Hielo; ISU
- Campeonato de Europa de Fútbol Americano; IFAF
- Campeonato Europeo de Faustball; IFA
- Campeonato Europeo de Lacrosse; ELF

## Tabla de los campeones

### Campeonatos europeos por deporte colectivos
| Deporte             | Federación continental | Último campeonato | Campeón           | Sub-campeón         | Próximo campeonato |
| Fútbol              |                        |                   |                   |                     |                    |
| Élite               | UEFA                   | 2016              | Portugal          | Francia             | 2020               |
| Sub-21              | UEFA                   | 2017              | Alemania          | España              | 2019               |
| Sub-19              | UEFA                   | 2017              | Inglaterra        | Portugal            | 2018               |
| Sub-17              | UEFA                   | 2017              | España            | Inglaterra          | 2018               |
| Clubes              | UEFA                   | 2016-171          | Real Madrid       | Juventus            | 2017-18            |
| Élite               | UEFA                   | 2017              | Países Bajos      | Dinamarca           | 2022               |
| Sub-19              | UEFA                   | 2017              | España            | Francia             | 2018               |
| Sub-17              | UEFA                   | 2017              | Alemania          | España              | 2018               |
| Clubes              | UEFA                   | 2016-171          | Olympique de Lyon | París Saint-Germain | 2017-18            |
| Baloncesto          |                        |                   |                   |                     |                    |
| Élite               | FIBA Europa            | 2017              | Eslovenia         | Serbia              | 2021               |
| Sub-20              | FIBA Europa            | 2017              | Grecia            | Israel              | 2018               |
| Sub-18              | FIBA Europa            | 2017              | Serbia            | España              | 2018               |
| Sub-16              | FIBA Europa            | 2017              | Francia           | Montenegro          | 2018               |
| Clubes              | Euroleague             | 2016-172          | Fenerbahçe        | Olympiacos B.C.     | 2017-18            |
| Clubes              | FIBA Europa            | 2016-17           | C.B. Canarias     | Banvit B.K.         | 2017-18            |
| Élite               | FIBA Europa            | 2017              | España            | Francia             | 2019               |
| Sub-20              | FIBA Europa            | 2017              | España            | Eslovenia           | 2018               |
| Sub-18              | FIBA Europa            | 2017              | Bélgica           | Serbia              | 2018               |
| Sub-16              | FIBA Europa            | 2017              | Francia           | Hungría             | 2018               |
| Clubes              | FIBA Europa            | 2016-17           | Dynamo Kursk      | Fenerbahçe S.K.     | 2017-18            |
| Balonmano           |                        |                   |                   |                     |                    |
| Élite               | EHF                    | 2016              | Alemania          | España              | 2018               |
| Sub-20              | EHF                    | 2016              | España            | Alemania            | 2018               |
| Sub-18              | EHF                    | 2016              | Francia           | Croacia             | 2018               |
| Clubes              | EHF                    | 2016-17           | RK Vardar         | Paris S.G.          | 2017-18            |
| Élite               | EHF                    | 2016              | Noruega           | Países Bajos        | 2018               |
| Sub-19              | EHF                    | 2017              | Francia           | Rusia               | 2019               |
| Sub-17              | EHF                    | 2017              | Alemania          | Noruega             | 2019               |
| Clubes              | EHF                    | 2016-17           | Győri ETO KC      | ŽRK Vardar          | 2017-18            |
| Béisbol             |                        |                   |                   |                     |                    |
| Mayor               | CEB                    | 2016              | Países Bajos      | España              | 2019               |
| Sub-21              | CEB                    | 2016              | Ucrania           | Rusia               | 2018               |
| Sub-18              | CEB                    | 2016              | Países Bajos      | Italia              | 2018               |
| Sub-15              | CEB                    | 2016              | República Checa   | Francia             | 2017               |
| Sub-12              | CEB                    | 2016              | Alemania          | República Checa     | 2017               |
| Curling             |                        |                   |                   |                     |                    |
| Mayor               | ECF                    | 2015              | Suecia            | Suiza               | 2016               |
| Mayor               | ECF                    | 2015              | Rusia             | Escocia             | 2016               |
| Fútbol de salón     |                        |                   |                   |                     |                    |
| Élite               | UEFA                   | 2016              | España            | Rusia               | 2018               |
| Élite               | UEF                    | 2016              | Rusia             | Italia              | 2018               |
| Élite               | UEFA                   | -                 | -                 | -                   | 2019               |
| Fútbol playa        |                        |                   |                   |                     |                    |
| Élite               | UEFA                   | 2017              | Polonia           | Suiza               | 2019               |
| Fútbol americano    |                        |                   |                   |                     |                    |
| Élite               | IFAF Europa            | 2014              | Alemania          | Austria             | 2018               |
| Sub-19              | IFAF Europa            | 2017              | Austria           | Francia             | 2019               |
| Hockey sobre hierba |                        |                   |                   |                     |                    |
| Absoluta            | EHF                    | 2017              | Países Bajos      | Bélgica             | 2019               |
| Absoluta            | EHF                    | 2017              | Países Bajos      | Bélgica             | 2019               |
| Korfball            |                        |                   |                   |                     |                    |
| Korfball            | IKF                    | 2014              | Países Bajos      | Bélgica             | 2018               |
| Lacrosse            |                        |                   |                   |                     |                    |
| Lacrosse            | ELF                    | 2016              | Inglaterra        | Israel              | 2020               |
| Lacrosse            | ELF                    | 2015              | Inglaterra        | Gales               | 2019               |
| Sóftbol             |                        |                   |                   |                     |                    |
| Mayor               | ESF                    | 2016              | República Checa   | Dinamarca           | 2018               |
| Sub-19              | ESF                    | 2017              | República Checa   | Dinamarca           | 2019               |
| Sub-16              | ESF                    | 2017              | República Checa   | Israel              | 2019               |
| Clubes              | ESF                    | 2016              | Pro Roma          | Brasschaat Braves   | 2017               |
| Mayor               | ESF                    | 2017              | Países Bajos      | Italia              | 2019               |
| Sub-22              | ESF                    | 2016              | Países Bajos      | Rusia               | 2018               |
| Sub-19              | ESF                    | 2016              | Reino Unido       | Italia              | 2018               |
| Sub-16              | ESF                    | 2017              | Países Bajos      | República Checa     | 2019               |
| Clubes              | ESF                    | 2016              | Sparks Haarlem    | Joudrs              | 2017               |
| Voleibol            |                        |                   |                   |                     |                    |
| Mayor               | CEV                    | 2015              | Francia           | Eslovenia           | 2017               |
| Clubes              | CEV                    | 2016-17           | VK Zenit Kazán    | Sir Safety Perugia  | 2017-18            |
| Mayor               | CEV                    | 2015              | Rusia             | Países Bajos        | 2017               |
| Waterpolo           |                        |                   |                   |                     |                    |
| Waterpolo           | LEN                    | 2016              | Serbia            | Montenegro          | 2018               |
| Waterpolo           | LEN                    | 2016              | Hungría           | Países Bajos        | 2018               |

Notas:
- 1 Indica el país la sede del juego final.
- 2 Indica el país la sede del Súper cuatro.